# Praça de Loreto

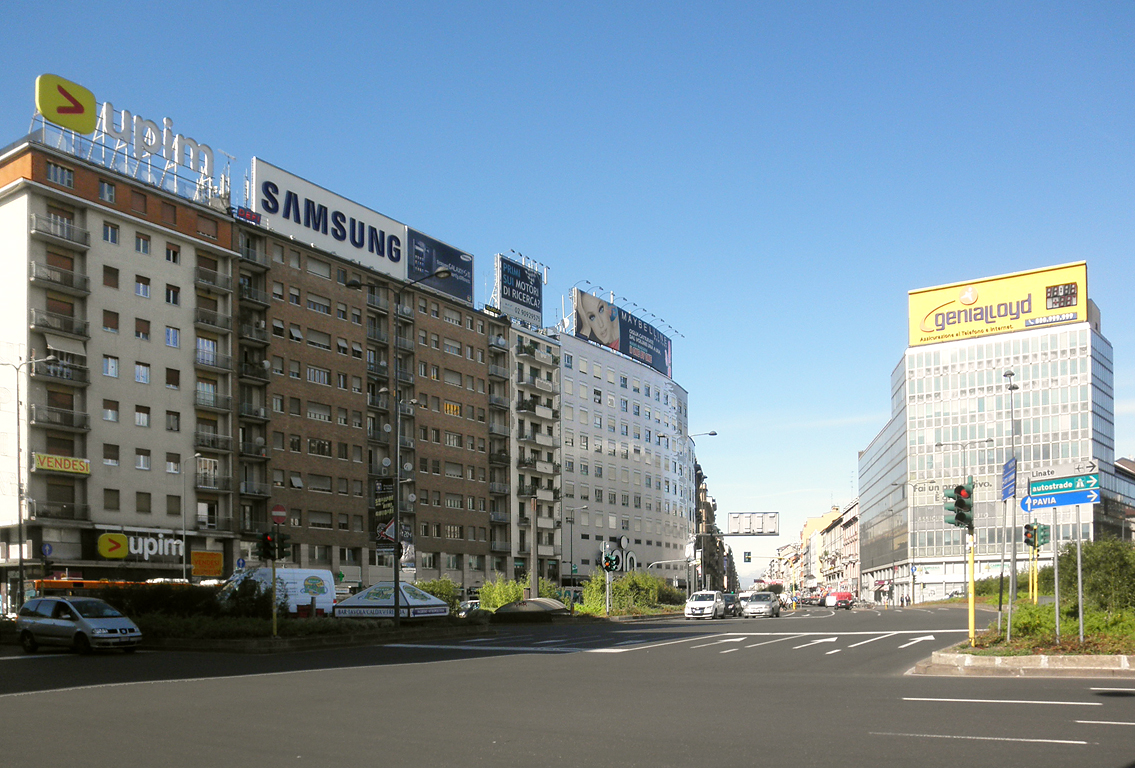
Piazzale Loreto

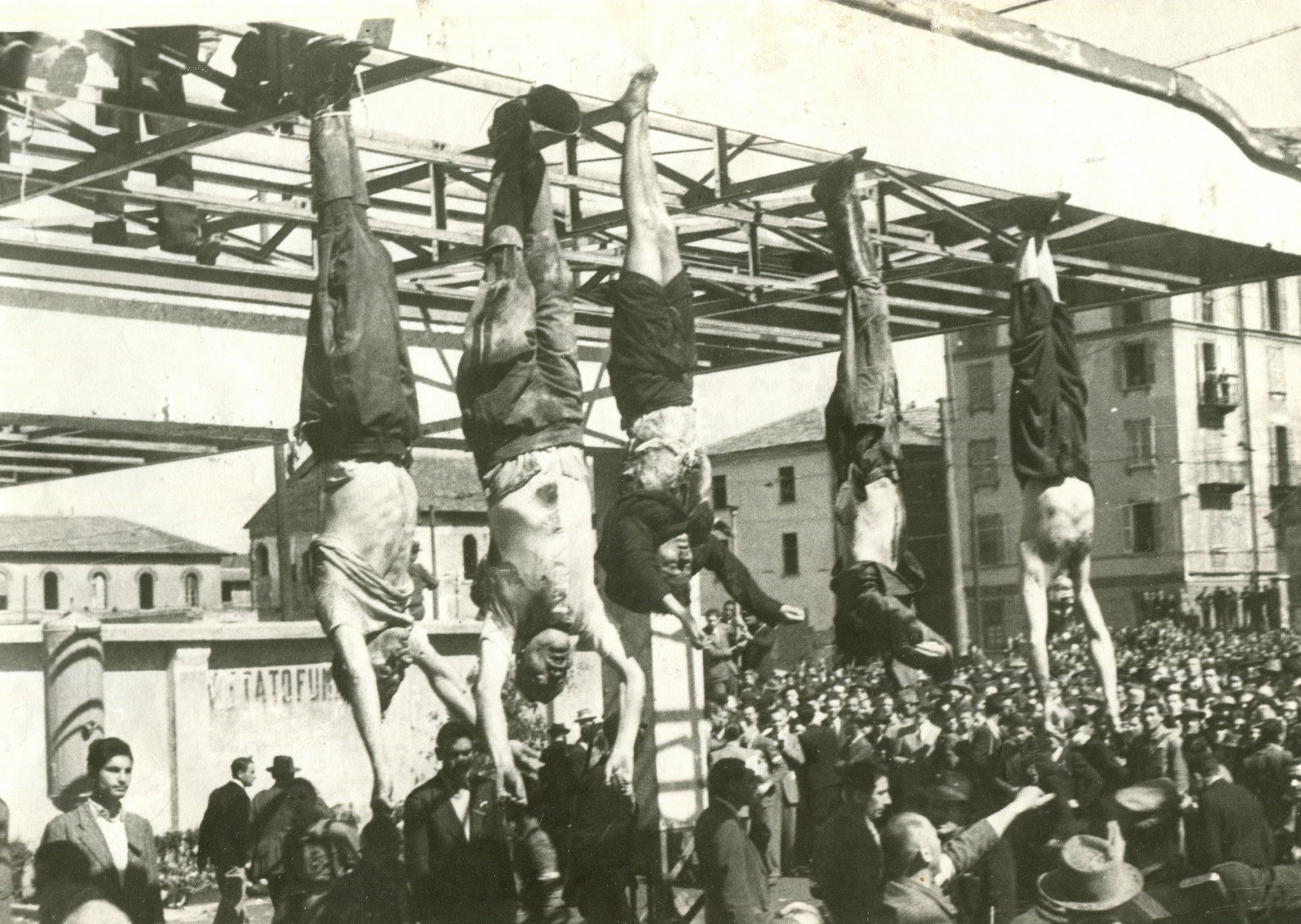
Da Esq., a Dir., os corpos de Bombacci, Mussolini, Petacci, Pavolini e Starace exibidos na praça de Loreto, 1945

A praça de Loreto (em italiano: Piazzale Loreto) é uma praça situada em Milão, Itália. O nome de Loreto vem de um antigo santuário situado nesse lugar dedicado à Nossa Senhora de Loreto (uma localidade na província de Ancona).
Nesta praça produziram-se 2 factos históricos da Segunda Guerra Mundial:
1. Um massacre realizado pela Legião Autónoma Mobile Ettore Muti a 10 de agosto de 1944 contra 15 anti-fascistas partisanos.
2. A exposição pública do corpo de Benito Mussolini a 29 de abril de 1945 fuzilado no dia anterior em Dongo, junto a Clara Petacci e outros membros da República Social Italiana, que tinham sido capturados por membros da resistência italiana perto do lago Como. Os corpos foram levados a Milão, onde foram pendurados do teto de uma estação de serviço Esso.[1]

Ao finalizar a guerra a praça foi chamada por um curto tempo como "Piazza Quindici Martiri" [Praça dos quinze mártires], em honra ao primeiro facto, para logo ser novamente utilizado o seu nome anterior.